# Берзиха
Берзиха — деревня в составе Ивановского сельского поселения Шарьинского района Костромской области России.

## География
Деревня находится у речки Малый Утрас.

## История
Согласно Спискам населенных мест Российской империи в 1872 году деревня относилась к 2 стану Ветлужского уезда Костромской губернии. В ней числилось 17 дворов, проживали 82 мужчины и 91 женщина.
Согласно переписи населения 1897 года в деревне проживало 335 человек (153 мужчины и 182 женщины).
Согласно Списку населенных мест Костромской губернии в 1907 году деревня относилась к Рождественской волости Ветлужского уезда Костромской губернии. По сведениям волостного правления за 1907 год в деревне числилось 46 крестьянских дворов и 436 жителей. В деревне имелась ветряная мельница. Основным занятием жителей деревни был лесной промысел.
До 2010 года деревня являлась административным центром Берзихинского сельского поселения.

## Население
| 2008 | 2010 | 2014 | 2024 |
| ---- | ---- | ---- | ---- |
| 243  | ↘229 | ↘220 | ↘118 |